# Herpes genital
Herpes genital é a infeção dos órgãos genitais pelo vírus do herpes simples (VHS). Na maior parte das pessoas os sintomas ou não se manifestam ou são muito ligeiros, pelo que nem se apercebem que estão infetadas. Nos casos sintomáticos, o sintoma mais comum são pequenas bolhas que se rompem para formar úlceras dolorosas. Podem também ocorrer sintomas semelhantes à gripe. Os sintomas começam-se a manifestar cerca de 4 dias após a exposição, durando até quatro semanas. Após a infeção inicial podem surgir novos episódios, embora sejam geralmente mais ligeiros.
A doença é geralmente transmitida por contacto genital direto com a superfície da pele ou secreções de uma pessoa infetada. A transmissão pode ocorrer durante uma relação sexual, incluindo por sexo oral. Não é necessário que haja feridas ativas para que ocorra transmissão. Existem dois tipos de vírus da herpes simples: VHS-1 e VHS-2. Embora ao longo da história a herpes genital tenha sido causada principalmente pelo VHS-2, a herpes por VHS-1 tem-se tornado cada vez mais comum nos países desenvolvidos. O diagnóstico pode ser realizado pelo exame das lesões mediante reação em cadeia da polimerase, cultura do vírus ou análises ao sangue para detectar anticorpos específicos.
Entre as medidas de prevenção estão a abstinência sexual, a utilização de preservativo durante as relações sexuais e manter relações sexuais apenas com pessoas que não estejam infetadas. Uma vez contraída a infeção, não existe cura. Os antivirais podem, no entanto, prevenir novos episódios ou encurtar a duração dos episódios quando estes ocorrem. A utilização prolongada de antivirais pode também diminuir o risco de transmissão a outras pessoas.
Em 2015, cerca de 846 milhões de pessoas, ou 12% da população mundial, tinham herpes genital. A infeção é mais comum entre as mulheres. Embora as complicações sejam raras, é possível que ocorra meningite asséptica, aumento do risco de contrair VIH/SIDA durante a exposição ao vírus e transmissão para o bebé durante o parto, causando herpes neonatal.